# Alternative Press Music Award for Artist of the Year
Der Alternative Press Music Award for Artist of the Year, auf Deutsch „Alternative Press Music Award für den Künstler des Jahres“ ist ein Musikpreis, der seit 2014 bei den jährlich stattfindenden Alternative Press Music Awards verliehen wird. Ausgezeichnet werden Künstler, die von den Lesern des Alternative Press für bedeutend in der alternativen Musikszene angesehen werden. Bisher erhielten drei Künstler jeweils eine Auszeichnung in dieser Kategorie.

## Hintergrund
Am 24. April 2014 verkündete das US-amerikanische Musikmagazin Alternative Press, welches sich auf Punk, Hardcore und deren Subgenres spezialisiert hat, die erstmalige Verleihung der Alternative Press Music Awards. Begründet wurde dies damit, „dass das Alternative Press bereits seit 30 Jahren die führende Stimme in dieser Musik und dem Lebensstil sei und man nun endlich eine Nacht habe, um diesen zu zelebrieren.“
Die erste Awardverleihung fand am 21. Juli 2014 im Rock and Roll Hall of Fame Museum in Cleveland, Ohio statt. Die Leser des Musikmagazins konnten zunächst in zwölf Kategorien für ihre Favoriten stimmen, welche zuvor vom Magazin nominiert wurden. Darunter befand sich auch die Kategorie für den Künstler des Jahres. Im ersten Jahr gewann die US-amerikanische Band Fall Out Boy diese Auszeichnung. Im Folgejahr gewannen Issues diesen Preis. 2016 erhielt das Duo twenty one pilots die Ehrung in dieser Kategorie.

## Statistik
Die Auszeichnung ging bisher bei drei Verleihungen an drei verschiedene Künstler. Alle bisherigen Preisträger, Fall Out Boy, Issues und twenty one pilots kommen aus den Vereinigten Staaten. Bisher wurden sechs Künstler zwei Mal für diesen Preis nominiert.

## Gewinner und Nominierte Künstler
| Jahr               | Künstler / Band     | Nationalität       | Weitere nominierte Künstler | Bilder der Künstler                                 |
| ------------------ | ------------------- | ------------------ | --- | --------------------------------------------------- |
| 2014 21. Juli 2014 | Fall Out Boy        | Vereinigte Staaten | - A Day to Remember - Avenged Sevenfold - Black Veil Brides - Bring Me the Horizon - Of Mice & Men - Panic! at the Disco - Paramore - Pierce the Veil - Sleeping with Sirens | Fall Out Boy, 2014                                  |
| 2015 22. Juli 2015 | Issues              | Vereinigte Staaten | - Against Me! - Black Veil Brides - Crown the Empire - Motionless in White - New Found Glory - Of Mice & Men - Slipknot - Taking Back Sunday - Weezer                        | Tyler Carter von Issues damals bei Woe, Is Me, 2011 |
| 2016 18. Juli 2016 | twenty one pilots   | Vereinigte Staaten | - All Time Low - Beartooth - Fall Out Boy - PVRIS - Motionless in White - Panic! at the Disco - Real Friends - Sleeping with Sirens - Slipknot                               | twenty one pilots, 2014                             |
| 2017 17. Juli 2016 | Panic! at the Disco | Vereinigte Staaten | - A Day to Remember - Blink-182 - Fall Out Boy - Good Charlotte - Green Day - Machine Gun Kelly - Pierce the Veil - Sum 41 - The Pretty Reckless                             |                                                     |